# Hotel Westin Valencia
El hotel Westin Valencia es un establecimiento hotelero ubicado en el antiguo edificio de la Lanera Valenciana y está situado en la calle Amadeo de Saboya números 16 y 18 de la ciudad de Valencia (España). Se trata de una edificación industrial construida en el año 1921 de estilo modernista valenciano.

## Edificio
La antigua fábrica de la Industria Lanera Valenciana o Lanas Marín cuyo propietario era Vicente Marín Gómez, fue construida por el arquitecto Alfonso Garín Ortolá con la colaboración del arquitecto valenciano Demetrio Ribes. Su construcción se inicia en 1917 y finalizara en 1921. El constructor del edificio fue Francisco Zamorano.
La Lanera Valenciana se alzó sobre los terrenos de dos pabellones de la Exposición Regional Valenciana de 1909, el Gran Casino y una parte de la Gran Pista. El edificio, de grandes dimensiones, consta de planta baja, una sola altura y ático. Es una de las primeras edificaciones en Valencia que utiliza el hormigón armado en su construcción.
Aunque la fábrica tiene un estilo funcional, propia de la actividad industrial que requería, contiene numerosos motivos de estilo modernista valenciano influidos por la corriente modernista austriaca Sezession, como en la entrada principal, remate del edificio, etc. Es una obra muy destacada dentro de la arquitectura industrial en Valencia. 
Después de que el adjudicatario inicial, una filial de The Saudi European Projects, no cumpliese con los plazos para iniciar las obras de la concesión municipal, en 2003 Bankia asumió mediante la empresa Hotel Alameda el control del proyecto hotelero que se había previsto para el edificio. El hotel se inauguró en 2006, bajo la gestión de la empresa estadounidense Starwood e integrado en la cadena Westin Hotels & Resorts bajo el nombre comercial de The Westin Valencia. En 2013 Bankia traspasó a su vez Hotel Alameda, sociedad propietaria de los derechos de explotación de la concesión hotelera durante 75 años, a la cadena alemana Sea Side Hotels, perteneciente a la familia Gerlach. La gestión del hotel siguió en manos de Starwood y se mantuvo la relación con Westin Hotels.